# Alling
Alling è un comune tedesco di 3 485 abitanti, situato nel land della Baviera.